# Liste jüdischer Friedhöfe in Österreich
Die Liste jüdischer Friedhöfe in Österreich enthält jüdische Friedhöfe, die in Österreich von den verschiedenen Kultusgemeinden im Laufe der Geschichte angelegt wurden, bestanden oder bestehen. Mitaufgenommen sind auch Angaben zu jüdischen Massengräbern nach der Judenverfolgung durch die Nationalsozialisten bis 1945.

## Liste der Friedhöfe
Navigation: Burgenland Kärnten Niederösterreich Oberösterreich Salzburg Steiermark Tirol Vorarlberg Wien
| Bezeichnung                                        | Bild                                     | Ort                                    | Politischer Bezirk / Statutarstadt | Bundesland       | Weitere Informationen                                                                         |
| -------------------------------------------------- | ---------------------------------------- | -------------------------------------- | ---------------------------------- | ---------------- | --------------------------------------------------------------------------------------------- |
| Jüdischer Friedhof Bad Sauerbrunn                  | weitere Bilder                           | Bad Sauerbrunn                         | Bezirk Mattersburg                 | Burgenland       |                                                                                               |
| Massaker von Deutsch Schützen#Grabstelle           | weitere Bilder                           | Deutsch Schützen                       | Bezirk Oberwart                    | Burgenland       |                                                                                               |
| Jüdischer Friedhof Deutschkreutz                   | weitere Bilder                           | Deutschkreutz                          | Bezirk Oberpullendorf              | Burgenland       |                                                                                               |
| Jüdischer Friedhof Eisenstadt (alt)                | weitere Bilder                           | Eisenstadt                             | Eisenstadt                         | Burgenland       |                                                                                               |
| Jüdischer Friedhof Eisenstadt (neu)                | weitere Bilder                           | Eisenstadt                             | Eisenstadt                         | Burgenland       |                                                                                               |
| Jüdischer Friedhof Frauenkirchen                   | weitere Bilder                           | Frauenkirchen                          | Bezirk Neusiedl am See             | Burgenland       |                                                                                               |
| Jüdischer Friedhof Gattendorf                      | weitere Bilder                           | Gattendorf                             | Bezirk Neusiedl am See             | Burgenland       |                                                                                               |
| Jüdischer Friedhof Großpetersdorf                  |                                          | Großpetersdorf                         | Bezirk Oberwart                    | Burgenland       |                                                                                               |
| Jüdischer Friedhof Güssing                         | weitere Bilder                           | Güssing                                | Bezirk Güssing                     | Burgenland       |                                                                                               |
| Jüdischer Friedhof Kittsee                         | weitere Bilder                           | Kittsee                                | Bezirk Neusiedl am See             | Burgenland       |                                                                                               |
| Jüdischer Friedhof Kobersdorf                      | weitere Bilder                           | Kobersdorf                             | Bezirk Oberpullendorf              | Burgenland       |                                                                                               |
| Jüdischer Friedhof Lackenbach                      | weitere Bilder                           | Lackenbach                             | Bezirk Oberpullendorf              | Burgenland       |                                                                                               |
| Jüdischer Friedhof Mattersburg                     | weitere Bilder                           | Mattersburg                            | Bezirk Mattersburg                 | Burgenland       |                                                                                               |
| Israelitischer Friedhof Oberwart                   | weitere Bilder                           | Oberwart                               | Bezirk Oberwart                    | Burgenland       |                                                                                               |
| Jüdischer Friedhof Rechnitz                        | weitere Bilder                           | Rechnitz                               | Bezirk Oberwart                    | Burgenland       |                                                                                               |
| Jüdischer Friedhof Schattendorf                    |                                          | Schattendorf                           | Bezirk Mattersburg                 | Burgenland       |                                                                                               |
| Jüdischer Friedhof Stadtschlaining (alt)           | weitere Bilder                           | Stadtschlaining                        | Bezirk Oberwart                    | Burgenland       | siehe – Jüdische Friedhöfe in Schlaining                                                      |
| Jüdischer Friedhof Stadtschlaining (neu)           | weitere Bilder                           | Stadtschlaining                        | Bezirk Oberwart                    | Burgenland       |                                                                                               |
| Israelitischer Friedhof Klagenfurt am Wörthersee   | weitere Bilder                           | Klagenfurt am Wörthersee               | Klagenfurt am Wörthersee           | Kärnten          |                                                                                               |
| Jüdischer Friedhof Bad Pirawarth                   | weitere Bilder                           | Bad Pirawarth                          | Bezirk Gänserndorf                 | Niederösterreich |                                                                                               |
| Jüdischer Friedhof Baden                           | weitere Bilder                           | Baden                                  | Bezirk Baden                       | Niederösterreich |                                                                                               |
| Jüdische Gräber am Friedhof Bruck an der Leitha    | weitere Bilder                           | Bruck an der Leitha                    | Bezirk Bruck an der Leitha         | Niederösterreich |                                                                                               |
| Jüdischer Friedhof Deutsch-Wagram                  | weitere Bilder                           | Deutsch-Wagram                         | Bezirk Gänserndorf                 | Niederösterreich |                                                                                               |
| Jüdischer Friedhof Dürnkrut                        | weitere Bilder                           | Dürnkrut                               | Bezirk Gänserndorf                 | Niederösterreich |                                                                                               |
| Jüdischer Friedhof Felixdorf                       |                                          | Felixdorf                              | Bezirk Wiener Neustadt-Land        | Niederösterreich |                                                                                               |
| Jüdischer Friedhof Gänserndorf                     | weitere Bilder                           | Gänserndorf                            | Bezirk Gänserndorf                 | Niederösterreich |                                                                                               |
| Jüdischer Friedhof Göstling an der Ybbs            |                                          | Göstling an der Ybbs                   | Bezirk Scheibbs                    | Niederösterreich |                                                                                               |
| Jüdischer Friedhof Groß-Enzersdorf                 | weitere Bilder                           | Groß-Enzersdorf                        | Bezirk Gänserndorf                 | Niederösterreich |                                                                                               |
| Jüdischer Friedhof Hohenau an der March            | weitere Bilder                           | Hohenau an der March                   | Bezirk Gänserndorf                 | Niederösterreich |                                                                                               |
| Jüdischer Friedhof Hollabrunn                      | weitere Bilder                           | Hollabrunn                             | Bezirk Hollabrunn                  | Niederösterreich |                                                                                               |
| Jüdischer Friedhof Horn (Niederösterreich)         | weitere Bilder                           | Horn (Niederösterreich)                | Bezirk Horn                        | Niederösterreich |                                                                                               |
| Jüdischer Friedhof Klosterneuburg                  |                                          | Klosterneuburg                         | Bezirk Tulln                       | Niederösterreich |                                                                                               |
| Jüdischer Friedhof Korneuburg                      | weitere Bilder                           | Korneuburg                             | Bezirk Korneuburg                  | Niederösterreich |                                                                                               |
| Jüdischer Friedhof Krems                           | weitere Bilder                           | Krems an der Donau                     | Krems an der Donau                 | Niederösterreich |                                                                                               |
| Jüdischer Friedhof Marchegg                        |                                          | Marchegg                               | Bezirk Gänserndorf                 | Niederösterreich |                                                                                               |
| Jüdischer Friedhof Michelndorf                     | weitere Bilder                           | Michelndorf, Ortsteil von Michelhausen | Bezirk Tulln                       | Niederösterreich |                                                                                               |
| Israelitischer Friedhof Mistelbach                 | weitere Bilder                           | Mistelbach an der Zaya                 | Bezirk Mistelbach                  | Niederösterreich |                                                                                               |
| Jüdischer Friedhof Mödling                         | weitere Bilder                           | Mödling                                | Bezirk Mödling                     | Niederösterreich |                                                                                               |
| Jüdischer Friedhof Neulengbach                     | weitere Bilder                           | Neulengbach                            | Bezirk St. Pölten-Land             | Niederösterreich |                                                                                               |
| Jüdischer Friedhof Neunkirchen                     |                                          | Neunkirchen                            | Bezirk Neunkirchen                 | Niederösterreich |                                                                                               |
| Jüdischer Friedhof Oberstockstall                  |                                          | Oberstockstall                         | Bezirk Tulln                       | Niederösterreich |                                                                                               |
| Alter und Neuer Jüdischer Friedhof Sankt Pölten    | Neuer Jüdischer Friedhof; weitere Bilder | Sankt Pölten                           | Sankt Pölten                       | Niederösterreich | Alter jüdischer Friedhof; weitere Bilder                                                      |
| Jüdischer Friedhof Stockerau                       |                                          | Stockerau                              | Bezirk Korneuburg                  | Niederösterreich |                                                                                               |
| Jüdischer Friedhof Tribuswinkel                    |                                          | Tribuswinkel                           | Bezirk Baden                       | Niederösterreich |                                                                                               |
| Jüdischer Friedhof Tulln an der Donau              | weitere Bilder                           | Tulln an der Donau                     | Bezirk Tulln                       | Niederösterreich |                                                                                               |
| Jüdischer Friedhof Waidhofen an der Thaya          | weitere Bilder                           | Waidhofen an der Thaya                 | Bezirk Waidhofen an der Thaya      | Niederösterreich |                                                                                               |
| Israelitischer Friedhof Wiener Neustadt            | weitere Bilder                           | Wiener Neustadt                        | Wiener Neustadt                    | Niederösterreich |                                                                                               |
| Jüdischer Friedhof Ybbs an der Donau               | weitere Bilder                           | Ybbs an der Donau                      | Bezirk Melk                        | Niederösterreich | Auf dem Friedhof wurden auch die Toten der Israelitischen Kultusgemeinde Amstetten bestattet. |
| Jüdischer Friedhof Zistersdorf                     |                                          | Zistersdorf                            | Bezirk Gänserndorf                 | Niederösterreich |                                                                                               |
| Jüdischer Friedhof Zwettl-Niederösterreich         |                                          | Zwettl-Niederösterreich                | Bezirk Zwettl                      | Niederösterreich |                                                                                               |
| Jüdischer Friedhof Gmunden                         |                                          | Gmunden                                | Bezirk Gmunden                     | Oberösterreich   |                                                                                               |
| Jüdischer Friedhof Linz                            | weitere Bilder                           | Linz                                   | Linz                               | Oberösterreich   | [ 1 ] [ 2 ]                                                                                   |
| Jüdischer Friedhof Steyr                           | weitere Bilder                           | Steyr                                  | Steyr                              | Oberösterreich   | [ 3 ] [ 4 ] [ 5 ]                                                                             |
| Jüdischer Friedhof Wels                            |                                          | Wels                                   | Wels                               | Oberösterreich   | [ 6 ]                                                                                         |
| Jüdischer Friedhof Salzburg                        | weitere Bilder                           | Salzburg                               | Salzburg                           | Land Salzburg    |                                                                                               |
| Jüdischer Friedhof Bad Aussee                      | weitere Bilder                           | Bad Aussee                             | Bezirk Liezen                      | Steiermark       |                                                                                               |
| Jüdischer Friedhof Graz                            | weitere Bilder                           | Graz                                   | Graz                               | Steiermark       |                                                                                               |
| Jüdischer Friedhof Judenburg                       |                                          | Judenburg                              | Bezirk Murtal                      | Steiermark       |                                                                                               |
| Israelitischer Friedhof Fohnsdorf                  |                                          | Hetzendorf (Gemeinde Fohnsdorf)        | Bezirk Murtal                      | Steiermark       |                                                                                               |
| Jüdischer Friedhof Knittelfeld                     | weitere Bilder                           | Knittelfeld                            | Bezirk Murtal                      | Steiermark       |                                                                                               |
| Jüdischer Friedhof Leoben                          |                                          | Leoben                                 | Bezirk Leoben                      | Steiermark       |                                                                                               |
| Jüdischer Friedhof Trautmannsdorf in Oststeiermark | weitere Bilder                           | Trautmannsdorf in Oststeiermark        | Bezirk Südoststeiermark            | Steiermark       |                                                                                               |
| Alter jüdischer Friedhof am Judenbühel             | weitere Bilder                           | Innsbruck                              | Innsbruck                          | Tirol            | [ 7 ] [ 8 ]                                                                                   |
| Jüdischer Teil des Westfriedhofs                   | weitere Bilder                           | Innsbruck                              | Innsbruck                          | Tirol            | [ 7 ] [ 8 ]                                                                                   |
| Jüdischer Friedhof Hohenems                        | weitere Bilder                           | Hohenems                               | Bezirk Dornbirn                    | Vorarlberg       |                                                                                               |
| Jüdischer Friedhof Währing                         | weitere Bilder                           | Währing                                | Wien                               | Wien             |                                                                                               |
| Jüdischer Friedhof Döbling                         |                                          | Döbling                                | Wien                               | Wien             |                                                                                               |
| Jüdischer Friedhof Floridsdorf                     | weitere Bilder                           | Floridsdorf                            | Wien                               | Wien             |                                                                                               |
| Jüdischer Friedhof Rossau                          | weitere Bilder                           | Rossau                                 | Wien                               | Wien             |                                                                                               |
| Alter jüdischer Friedhof im Zentralfriedhof        | weitere Bilder                           | Wien                                   | Wien                               | Wien             |                                                                                               |
| Neuer israelitischer Friedhof im Zentralfriedhof   | weitere Bilder                           | Wien                                   | Wien                               | Wien             |                                                                                               |